# Остапенка
Остапенка — селище в Україні, у Тавричанській сільській громаді Каховського району Херсонської області. Населення становить 114 осіб.
Селище належить до колишньої Волинської сільської ради. Землі, на яких розташовані села громади в кінці XVIII століття за наказом Катерини II були продані німецькому генералу Шліппе. Володіння його розміщувалися між поселеннями Торгаївка і Хрестівка. Наприкінці 1816 року з Німеччини у Таврійську губернію розпочалося переселення німців з метою «навчання» наших селян вміло вести сільське господарство, яким генерал Шліппе продавав цю землю частками і за більшу ціну. На початку XX століття хутір належав родині Остапенків. Назва селища залищилася до наших днів.
В межах території сьогочасної Волинської сільської територіальної громади розташувались хутори Кригіних, Коновалових, Богданових, Полуекотових, Желябових, Семенових, Остапенків, Черкасових, Шліппе, Черемісіних та Леснічіх. У той час всі ці хутори об'єднувалися у спільноту, що мала поширену загальну назву Шліпанка, від прізвища німецького землевласника Шліппе, яка потім отримала офіційну назву поселення Федорівка II.
24 лютого 2022 року село тимчасово окуповане російськими військами під час російсько-української війни.